# Wellejusz Paterkulus

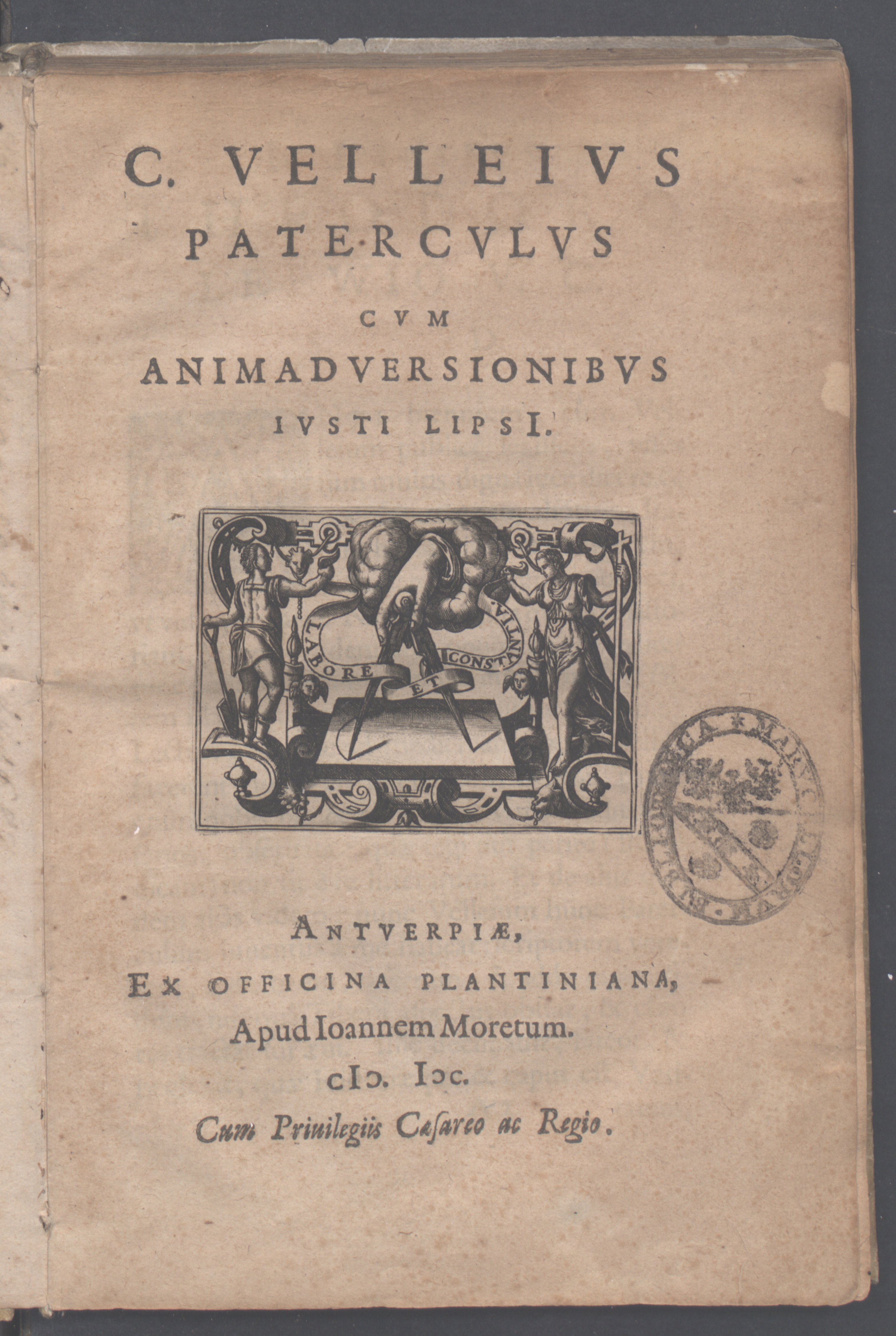
Historia romana, 1600

Wellejusz Paterkulus (łac. Marcus Velleius Paterculus; ur. ok. 19 p.n.e., zm. ok. 31 n.e.) – rzymski historyk.
Imię Marek (Marcus) nadane mu zostało przez Pryscjana, ale część historyków utożsamia go z Gajuszem Wellejuszem Paterkulusem, którego imię odnaleziono na inskrypcji zapisanej na kamieniu milowym, odnalezionym w Afryce Północnej (CIL 08, 10311).
Paterkulus wywodził się z zamożnej rodziny z Kampanii. Wcześnie wstąpił do wojska. Służył jako trybun w Tracji, Macedonii, Grecji i na Wschodzie, uczestnicząc m.in. w rozmowach nad Eufratem w 2 n.e. między Gajuszem Cezarem, wnukiem Augusta, a królem Partów Fraatesem V. Następnie, jako prefekt jazdy i legat, służył przez 8 lat, między 4 a 12 n.e. pod dowództwem Tyberiusza w Germanii i Panonii. W uznaniu zasług został mianowany kwestorem w 7 n.e. i, wraz ze swoim bratem, pretorem w 15 n.e.
Paterkulus był autorem kompendium historii starożytnego Rzymu z uwzględnieniem szerszego, pozarzymskiego kontekstu historycznego. Dzieło, pisane z punktu widzenia historiografii arystokratycznej i przychylnie odnoszące się do systemu pryncypatu – a jednocześnie niefałszujące faktów dla celów ideologicznych – stanowi jedyny zachowany utwór historyczny z czasów Tyberiusza. Zostało wydane w 2 księgach, obejmujących okres od upadku Troi do śmierci Liwii w 29 n.e. Pierwsza księga zawiera historię do czasu upadku Kartaginy w 146 p.n.e., zaginęły jednak jej partie początkowe oraz rozdziały od założenia Rzymu do bitwy pod Pydną (168 r. p.n.e.). Księga druga jest bardziej szczegółowa i zachowała się z jedynie niewielkimi ubytkami. Tok narracji historyk uzupełnia wstawkami zawierającymi notki biograficzne ważniejszych postaci oraz dygresjami na temat literatury.
Wellejusz Paterkulus był autorem mało znanym w starożytności. Jego dzieło dla współczesności zostało odkryte w 1515 przez Beatusa Rhenanusa, który nadał mu też tytuł, pod którym znane jest współcześnie – „Historia rzymska”. Odkryty wówczas w opactwie Murbach w Alzacji egzemplarz, źle napisany i z licznymi błędami, nie zachował się do dziś. Tekst „Historii rzymskiej” został opublikowany po raz pierwszy w 1520.
Dzieło Paterkulusa bywa niekiedy krytykowane za brak obiektywizmu, zarzuca się autorowi napisanie panegiryku ku czci Augusta i przede wszystkim bezpośredniego patrona – Tyberiusza. Dlatego przez wielu uważany jest bardziej za nadwornego panegirystę, aniżeli za historyka. Jego dzieło jest jednak cennym źródłem, jeżeli chodzi o konkretne fakty historyczne oraz wydarzenia, w których autor sam brał udział. Paterkulus jest wiarygodny pod względem chronologii, dokładnie datuje opisywane przez siebie wydarzenia.